# Tiberias
Tiberias,"Tiberia" sau „Tiberiada”, în ebraică טְבֶרְיָה,  Tverya (ajutor·info); în limba arabă طبرية , Tabariya) este un oraș din Israel, situat pe țărmul vestic al  Mării Galileei, Galileea de Jos, Israel, având 50.215 locuitori (2024).

## Istorie
Tverya (Tiberias) a fost întemeiat în anul 20 d.Hr., și denumit astfel de Irod Antipa Tetrarhul, și conducător al iudeilor sub protecția Romei, pentru a câștiga favoarea Împăratului Roman Tiberiu..
După distrugerea Ierusalimului de către romani, în anul 70 d.Hr., Tverya (Tiberias) a avansat la rangul de centru rabinic. În urbe se întrunea Sinedriul (Sanhedrin), cea mai importantă adunare a învățaților evrei. În preajma anului 400, aici a fost elaborată versiunea din Ierusalim a Talmudului, cu cele două părți ale sale, Mișna și Ghemara. Talmudul rămâne și astăzi, alături de Vechiul Testament (Tanah), cartea sfântă a iudaismului.
Sub stăpînirea bizantină și arabă, așezarea evreiască locală a cunoscut o perioadă de înflorire. După secolul al XII-lea, ea a intrat însă temporar în declin.

## Denumirea
Iosephus Flavius, în Antichități Iudaice 18, 36-38 și alte surse iudaice (Yalkut Shimoni, Tehilim, 49, Bereshit Raba 23,1) menționează ca orașul a fost numit astfel de fondatorul său, regele Irod Antipa, în cinstea protectorului sau, împăratul roman Tiberius. Monede găsite în localitate din vremea împăratului Claudius, din anul 54 e.n., arată că în vremea aceea orașul a fost numit o vreme Claudiopolis , adică orașul lui Claudius și că dobândise probabil statutul de polis.
În limba greacă orașul se numea Tiveriás (Τιβεριάς) , iar în arameică טבריא (Tivarya).
Învățații evrei au căutat să găsească, prin speculații lingvistice și jocuri de cuvinte (midreshey milim), o  etimologie populară, a numelui orașului. Astfel în Talmudul babilonean (Masehet Meghila p. 1,1) Rabinul Irmiya a legat numele Tiberias de cuvântul ebraic „tabur” („buric”), emițând presupunerea că este așezat în buricul Țării lui Israel (Tabur Eretz Israel). După Rabba, i se spune așa pentru că e frumos la înfățișare: "tova ryiatá" -  „טובה ראייתה”. („frumoasă îi este înfățișarea”)
Porecla „Buricul Țării” a fost agreată în epoca recentă de locuitorii orașului, astfel încât una din străzile sale centrale se numește azi Tabur Haaretz. Așa se cheamă și o carte a rabinului Moshe Kliers, carte care tratează despre istoricul orașului și despre sfințenia acestuia în religia iudaică.

## Istoria

### Epoca romană și bizantină

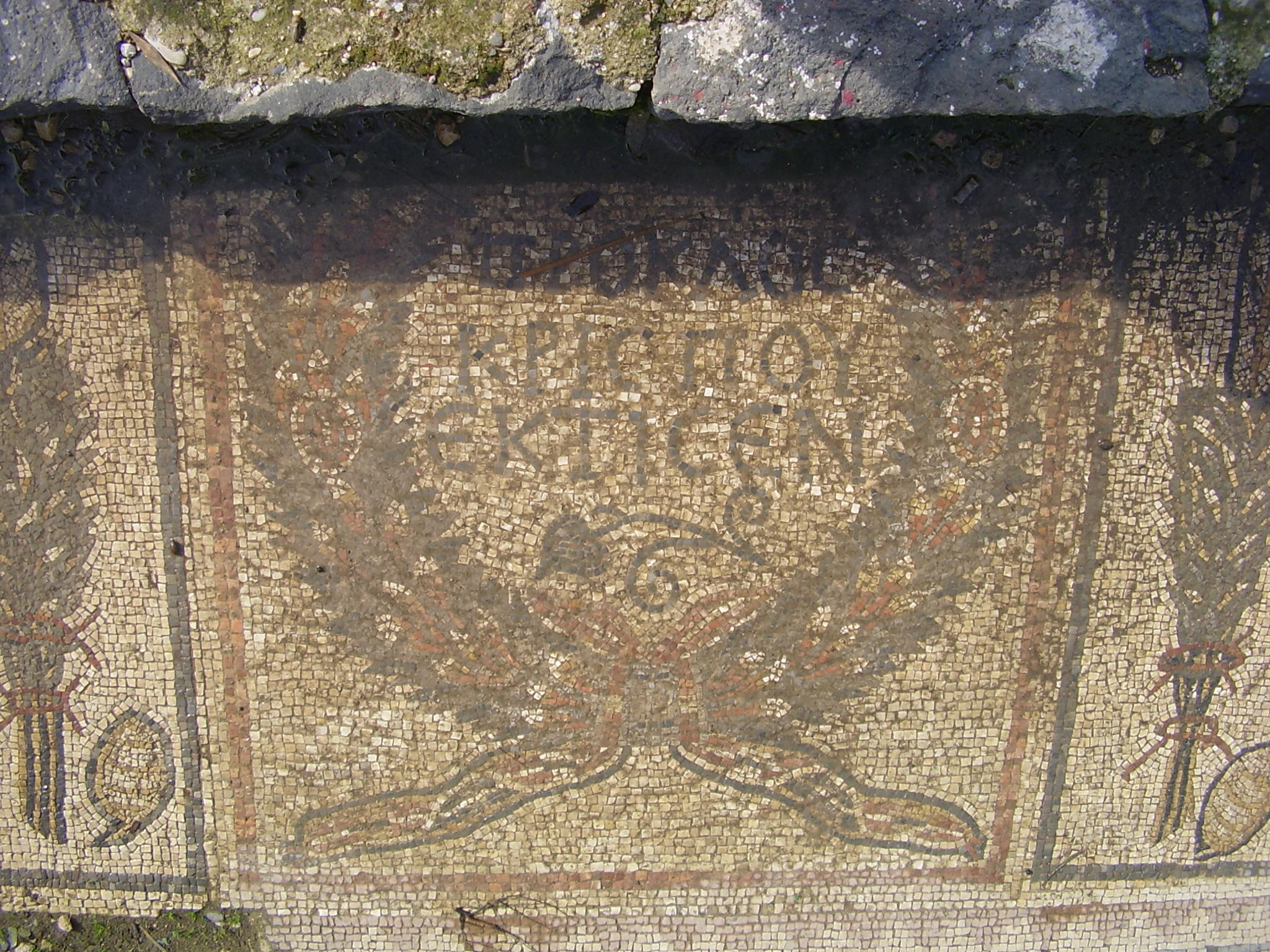
Mozaic dintr-o sinagogă antică care a funcționat la Tiberias în secolele al VI-lea - al XI-lea, și este expus în parcul arheologic al Tiberiei, purtând inscripția unui donator pe nume „Proklos fiu lui Krispos”, înconjurată de imagini de chitre și de lulav, ramuri verzi de pom de finic

Tiberia a fost ridicată de Irod Antipa, posibil pe locul unei așezării Rakat, amintită în cartea biblică a lui Iosua Navi (Yehoshua) 19,35. printre „cetățile întărite” ("ערי מבצר הצדים") aflate pe teritoriul tribului ebraic Naftali . Asupra acestui subiect a avut loc dispute între învățații Talmudului, deoarece Rakat era o cetate înconjurată cu ziduri încă din timpul lui Iosua, și dacă ar fi așa, o seamă de legi religioase care se aplică cetăților vechi înconjurate de ziduri ar trebui să se aplice și la Tverya. În prezent sunt rabini care pun la îndoială aceasta.
Excavații arheologice efectuate în cursul secolului al XX-lea de către arheologii William Foxwell Albright și Yohanan Aharoni au identificat Tell Rakat la câteva sute de metri nord de limita municipiului Tiberias.
După mărturia lui Iosephus Flavius, Irod Antipa a întâmpinat greutăți în popularea noului oraș cu evrei, deoarece a fost construit peste un cimitir, și era din acest motiv considerat un loc impur. Antipas a  adus atunci locuitori de alte neamuri, săraci, robi eliberați, dar și pe unii evrei pe care i-a mutat cu forța.
După detronarea lui Irod Antipas în anul 39, orașul împreună cu tot regatul său au fost anexate la regatul nepotului sau Agrippas Întâiul. După moartea lui Agrippas I în anul 44 , odată cu anexarea regatului Iudeei la Imperiul Roman, orașul a trecut în stăpânirea romană directă.

#### Începuturile creștinismului
În perioada întemeierii orașului, după tradiția creștină, au activat în apropierea sa Iisus și cei doisprezece apostoli. Multe din miracolele menționate de Evanghelie precum Înmulțirea pâinilor și a peștilor, Mersul pe apă, Potolirea furtunii pe lacul Galileei, Arătarea lui Iisus după Înviere în fața a șapte apostoli, lângă Marea Tiberiadei, au avut drept scenă apa acesteia și vecinătatea ei.     
Tiberias este amintită în Noul Testament de trei ori, în Evanghelia după Ioan. De două ori Kineret sau Marea Galileii este numit Marea Tiberiadei, iar în Ioan 6,23 se spune: 
"alte corăbii mai mici au venit din Tiberiada", după minunea înmulțirii pâinilor și peștilor.  
Se pare că Iisus s-a abținut de a activa în oraș însuși, dar locul central al cetății pe malul Lacului Galileei și menționarea minunilor făptuite pe lac, au conferit Tiberiei o aureolă de sfințenie pentru creștini, a justificat înălțarea de biserici în oraș  și a transformat-o într-o stație însemnată pe traseul pelerinilor în Țara Sfântă.

#### Centru al iudaismului din Palestina
Iosephus Flavius care a fost comandantul Galileei în vremea Marii Revolte a Evreilor, a fortificat orașul , dar când Vespasian a ajuns în anul 67 la zidurile cetății, ea a capitulat fără luptă . După răscoala lui Shimon Bar Kohva , rabbi Shimon Bar Yohai a procedat la purificarea orașului de impuritatea morților, și a autorizat locuirea lui.. Ceremoniile de purificare au permis și așezarea în oraș a celor din familii de preoți - cohanim, între care familia Meozya. În izvoarele evreiești din această perioadă și până în perioada Gheonimilor, Tiberia apare sub denumirea de Medinat Meozia.
În secolul al III-lea, pe urmele lui Rabi Yohanan, cunoscut ca unul din cei mai iluștri Amoraim, dintre cei stabiliți la Tiberias, s-a mutat în acest oraș și Sinedriul (Sanhedrin), adunarea învățaților evrei în frunte cu Rabi Yehuda Hanassí. Tiberias a fost ultimul loc de adunare a Sinedriului. 
În acei ani, din veacul al III-lea și până la cucerirea Palestinei de către arabi în anul 614, Tiberias a fost centrul populației evreiești din Palestina (Eretz Israel). 
În anii 351-352 locuitorii evrei ai orașului au fost implicați în Răscoala contra lui Constantius Gallus a carei reprimare a dus la distrugerea temporară a localității.
În cursul secolului al IV-lea la Tiberias s-a încheiat redactarea Talmudului palestinian sau ierusalimic. Printre învățații talmudiști care au locuit și activat aici  au fost amoraimii Rabi Yohanan, Rish Lakish, Rabi Ami, Rabi Assi. În oraș au funcționat sinagogi și școli religioase (beit midrash), iar majoritatea locuitorilor erau evrei.
Când în anul 425 a murit la Tiberias rabban Gamliel al Șaselea, împăratul bizantin Teodor al Doilea a împiedicat numirea unui nou conducător al evreilor în locul său. În urma acestei porunci s-a desființat funcția de președinte al Sinedriului.
În anul 520 s-a așezat la Tiberias cel dintâi din învățații numiți „savoraim”, Mar Zutra Bar Mar Zutra. El și urmașii săi au propovăduit  în oraș învățătura iudaică vreme de șapte generații.
În anul 527 împăratul Iustinian a întărit orașul cu un zid nou. Zidul construit în timpul său a dăinuit până în perioada cruciaților. El înconjura cetatea și ajungea până la Muntele Berenike, din afara orașului și unde se înălța o biserica impozantă denumită „Biserica Ancorei”.
Pe la începutul secolului al VII-lea  câțiva evrei din Palestina, sub conducerea lui Binyamin din Tiberias au încercat să cadă la înțelegere cu Imperiul Sasanid pentru a crea o autonomie evreiască. În anii 613-617 a avut loc o răscoală a evreilor din Palestina contra stăpânirii împăratului Heraclius. Deși răsculații au avut succese, în cele din urmă s-au supus împăratului care le-a dat făgăduieli de iertare și toleranță. În anul 625 bizantinii au izgonit pe perșii Sasanizi din Palestina , iar împăratul Heraklios a sosit în persoană în țară în anul 628 . Sub presiunea cercurilor clericale, el,însă, și-a călcat cuvântul față de evreii din Tiberias , și i-a măcelărit. Se spune ca Binyamin a fost unicul supraviețuitor, convertindu-se la creștinism.

### Perioada arabă timpurie

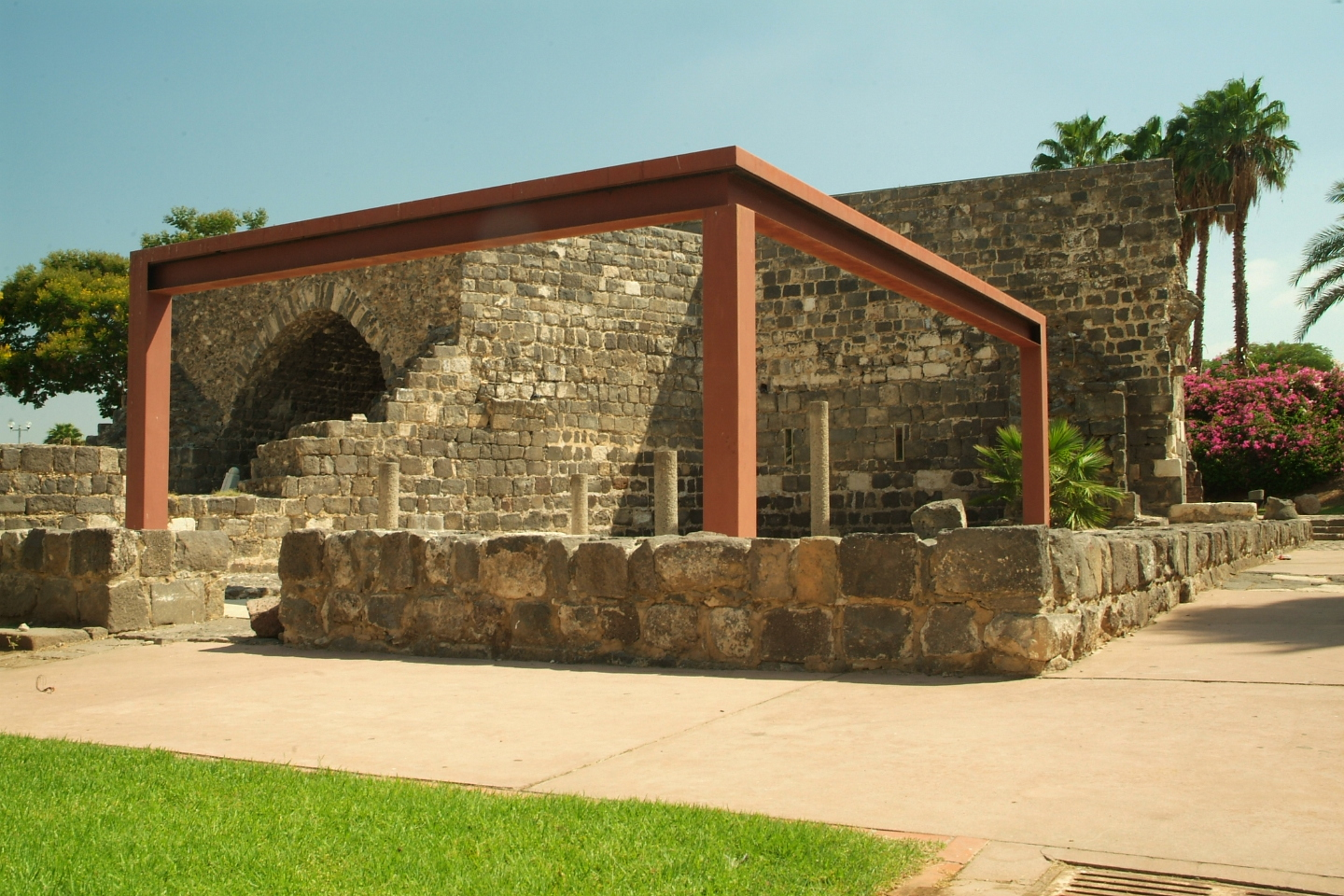
Clădire din perioada cruciată, care servește în zilele noastre ca centru de informație turistică, în parcul arheologic din Tiberias

În anul 634 Palestina, și odată cu ea și Tiberias, au fost cucerite de către arabi, sub steagul Islamului. Orașul a capitulat în fața unui comandant numit Shurahbil. Începând din anul 636 Tiberia, în arabă Tabariya, a devenit capitala plasei Iordanului (Hejaz al Urdun sau Jund al Urdun), pe o arie asemănătoare cu cea a Palaestinei Secunda din epoca romană și bizantină, a cărei capitală fusese însă Beit Șe'an (Skytopolis), în arabă Beisan. Se povestește că în Tiberias jumătate din case și biserici au intrat în posesia musulmanilor, celalta jumătate fiind în cea a creștinilor. Califii au permis și la 70 familii de evrei să refacă viața comunitară evreiască în oraș.   
În secolul al VIII-lea, aproximativ între anii 745 și 749 un mare cutremur de pământ, cunoscut ca „Cutremurul al Saptelea” a distrus orașul. Un cronicar contemporan Mihail Sirianul scrie că în cutremur s-au dărămat treizeci de sinagogi, ceea ce dovedește prezența evreiască încă semnificativă pe atunci în localitate. Și totuși Tiberias a cunoscut o renaștere după ce în acelaș cutremur a fost dărămat rivalul său din vecini, orașul Beisan. Pe malul Lacului Galileei, în nordul orașului, la Khirbat al Minya, califii omeiazi au înălțat unul din palatele lor pătrate . 
În sud, la poalele Muntelui Berenike, lângă o biserică bizantină s-a zidit o moschee impunătoare, de 90 metri lungime și 78 metri lățime, asemănătoare cu Marea Moschee Omeiadă din Damasc. În ciuda cutremurului, perioada dintre începutul secolului al VIII-lea și finele secolului al X-lea a însemnat o epocă de aur în istoria orașului.
În acea epocă orașul era mixt, cuprinzând arabi musulmani cu moscheile lor, precum și creștini și evrei, considerați, și unii și altii, „popoare ale Cărții”. Se pare că la Tiberias existau pe atunci două comunități evreiești - cea „ierusalimitică” și cea „babiloneană”. Locul lor însemnat în lumea evreiască și legăturile lor culturale cu restul comunităților evreiești este menționat în acte care au fost descoperite în Gheniza din Cairo.
Au activat aici poeți liturgici - paytanim -care au continuat tradiția lui Elazar Hakalir care a trăit în Tiberias in secolul al VII-lea, la scurt timp înaintea cuceririi arabe. De asemenea  aici și-au desfășurat activitatea grămăticii numiți „masoreți” ca de pildă, Aharon Ben Asher și Moshe Ben Naftali care au pus la punct "punctuația tiberiană", sistemul de notare cu puncte a vocalelor și al însușirilor consoanelor folosit în limba ebraică începând din   secolul al X-lea.  Pe la 920 în localitate s-a scris  manuscrisul cunoscut sub denumirea Keter Aram Tzova (Coroana Alepului) care conține textul cel mai exact al Bibliei ebraice - Tanah.
În anul 985 geograful arab Al-Mukaddasi, descria Tiberias ca pe un oraș hedonistic, bântuit de călduri. 
„Ei dansează vreme de două luni, vreme de alte două luni se îndoapă, două luni se joacă cu bicele, doua luni umblă goi, două luni cântă din fluiere, iar alte două luni se bălăcesc în nămol....Capitala a Provinciei Iordanului, și oraș în Valea Kanaan... orașul  este îngust, cald vara și nesănătos.... Există acolo opt băi calde naturale, fără a fi nevoie de vreun combustibil, și nenumărate bazine laterale cu apă fierbinte.  Moscheea este mare și frumos cladită, se înalță în piața orașului.Podeaua ei este așezată pe pietricele, care sunt așezate la rândul lor pe niște cilindri de piatră. unul lângă celălat”
După Muqaddasi, „cei care suferă de râie sau ulcerații, și alte molime, vin la Tiberias să se scalde vreme de trei zile în izvoarele calde. După aceea ei se aruncă într-un alt izvor rece, și apoi,... se văd vindecați” 
În 1033 orașul este iarăși distrus de un cutremur.  Un altul în 1066 a dărâmat marea moschee. 
Nassir-i Khusrow a vizitat și el Tiberias în anul 1047, și descrie un oraș  
„având un "zid puternic" care începe la malul lacului și înaintează si încojoara întreaga cetate, în afară de mal.Numeroase clădiri au fost zidite chiar în apă, fiindcă fundul lacului în această parte este stâncos. de asemenea au fost ridicate case de agrement, sprijinite pe coloane de marmură, și care se înalță din apă.Lacul este plin de pește. Moscheea Vinerii se află în mijlocul orașului.La poarta moscheii este un izvor, peste care s-a clădit o baie caldă.... În vestul orașului se află o moschee numită Yasmin.(Masjid-i Yasmin). Este o clădire frumoasă, care are in partea de mijloc o mare platformă (dukkan), având mihraburi. În jur  e plin de tufe de iasomie, care și dau numele moscheii”
.

### Perioada cruciată
În anul 1099 în timpul primei cruciade Tiberias a fost cucerit de prințul cruciat Tancred și a devenit capitala Principatului Galileei din cadrul Regatului Ierusalimului. 
Tancred l-a numit  la conducerea cetății pe Hugues de Saint Omer, care a prevazut-o cu fotificații și cu o citadelă. Fortificațiile cruciate au fost ridicate la nord de precinctul din vremea arabilor, pe o arie cu mult mai mică, acolo unde se află în zilele noastre Orașul vechi . Ele au fost zidite înainte de moartea lui Hugues în 1106. 
Prinții cruciați au continuat să locuiască la Tiberias și au asigurat orașului o anumită înflorire. Orașul era un centru de pelerinaj, și de turism balnear. În acea perioadă s-a construit Biserica Sfântul Petru, care se află în acelaș loc și în zilele noastre. Orașul a fost comandat de mai multi prinți ai Galileei,ultimul dintre ei, Raymond al III-lea din Tripoli, a asigurat orașului o perioadă de prosperitate. El făcea parte din acea fracțiune a aristocraților cruciați care preferau să-și bazeze stăpânirea pe acorduri cu arabii.
În anul 1171 orașul a fost vizitat de Beniamin din Tudela, iar în anul 1180 de un alt călător evreu, Petahya din Regensburg. Ei au raportat despre existența unei mici comunități evreiești mici (dupa Beniamin - 50 de familii).
În anul 1187 aproape de Tiberias s-a desfășurat bătălia de la Karney Hittin (Hattin) în care cruciații au fost biruiți.Principatul Galileii si-a incetat existenta, și o dată cu el și istoria cruciată a orașului.

### Perioada mamelucă
Tiberias a rămas o vreme aproape pustie. 
În veacul al -13-lea  au mai locuit aici  și evrei, în anul 1205 fiind înmormântat aici Maimonides sau Rabbi Moshe ben Maimon, ale cărui rămășițe pământești au fost aduse, conform ultimei sale dorințe din Egipt. Au sosit în oraș și grupuri de evrei din Germania, Franța și Spania, care nu s-ar fi putut stabili aici în timpul dominației cruciate. Dar cu toate acestea în scurt timp comunitățile acestea s-au dizolvat.
curând.
În anul 1217 orașul a suportat un atac al cruciaților din Cruciada a V-a. Cetatea a fost serios deteriorată de loviturile cruciaților maghiari care nu au reușit să-și consolideze stăpânirea asupra ei. În anul 1240 sultanul ayubit al Damascului As-Salah Ismail a predat Tiberias comandantului cruciat Thibaut de Champagne , conducătorul Cruciadei Baronilor, în cadrul unui pact care trebuia sa întărească  puterea lui As-Salah Ismail în fața rivalilor săi din cadrul dinastiei ayubite. Thibaut, la rândul său, a predat cetatea  prințului Udo de Montbeliard, care a început să întărească zidurile orașului .Totuși aceasta nu a putut sa împiedice intrarea în anul 1244 a mercenarilor horezmieni care au trecut localitatea prin foc și sabie.
De atunci Tiberias a rămas într-o stare de decădere care s-a prelungit până în secolul al XVI-lea. 
Călătorul evreu Moshe Bassola care a vizitat-o în anul 1522 scria: „Tiberias a fost un oraș mare...iar acum zace în ruină și pustietate...valuri de piatră neagră, parcă a ars-o focul... și nimeni nu poate să meargă acolo de primejdia arabilor, decât în vremea caravanelor.

### Perioadaotomană

#### Așezarea evreiască in secolele al 16-lea-al 17-lea
La jumătatea secolului al XVI-lea, Doña Gracia Nassí, femeie de afaceri dintr-o familie de evrei „conversos” sau „marani” din Portugalia, care a revenit la iudaism, a depus eforturi pentru dezvoltarea și lărgirea așezării evreiești din Tiberias. Ea a folosit în acest scop relațiile ei și ale ginerelui ei, Don Yossef Nassi (la origine José Miques) la curtea sultanului otoman Suleiman I. În anul 1561 Don Yossef Nassi a primit de la sultan drepturi asupra Tiberiei și peste încă șapte cetăți din împrejurim. În 1563 el a trimis la Tiberias pe reprezentantul său personal, rabbi Yossef Ben Ardit sau Ibn Arditi și a început lucrări de refacere a clădirilor si fortificațiilor. În anul 1564 s-a inaugurat zidul cel nou al cetății. Zvonul despre reînnoirea comunității din Tiberias a găsit ecou în comunitățile evreilor din lume și a fost interpretată ca o prevestire a venirii lui Mesia. Numeroase comunități s-au pregatit de a emigra în Palestina  și au făcut donații pentru centrul evreiesc din Tiberias. Doña Gracia și Don Yossef au preconizat dezvoltarea la Tiberias a industriei mătasei și a lânii, dar nu au izbutit să-și împlinească planurile. Doña Gracia a murit la Istanbul în 1569, iar în anul 1579 a murit și Don Yossef Nassi, înainte de a reuși să reîntemeieze un oraș evreiesc la Tiberias. Un alt evreu portughez, pe nume Shlomo Ben Yaish, a încercat să meargă pe urmele lor, după ce a revenit la iudaism. Și el a luat în chirie  orașul de la sultanul Murat al III-lea și l-a trimis acolo pe fiul său, Yaakov. Dar nici strădania sa nu a rezistat timpului. 
În anii aceștia au activat la Tiberias cabaliști ca, de pildă, Itzhak Luria, poreclit Haari Hakadosh,care a vizitat orașul în anul 1571, precum și Hashla Hakadosh (Yeshaya Halevi Horovitz) care a petrecut la Tiberias ultimii doi ani din viață, înainte de a muri și a fi îngropat aici.
Comunitatea evreiască s-a micșorat din nou, iar în anul 1662 nu se mai găsea la Tiberias nici măcar un evreu.

#### Renașterea orașului in secolul al XVIII-lea

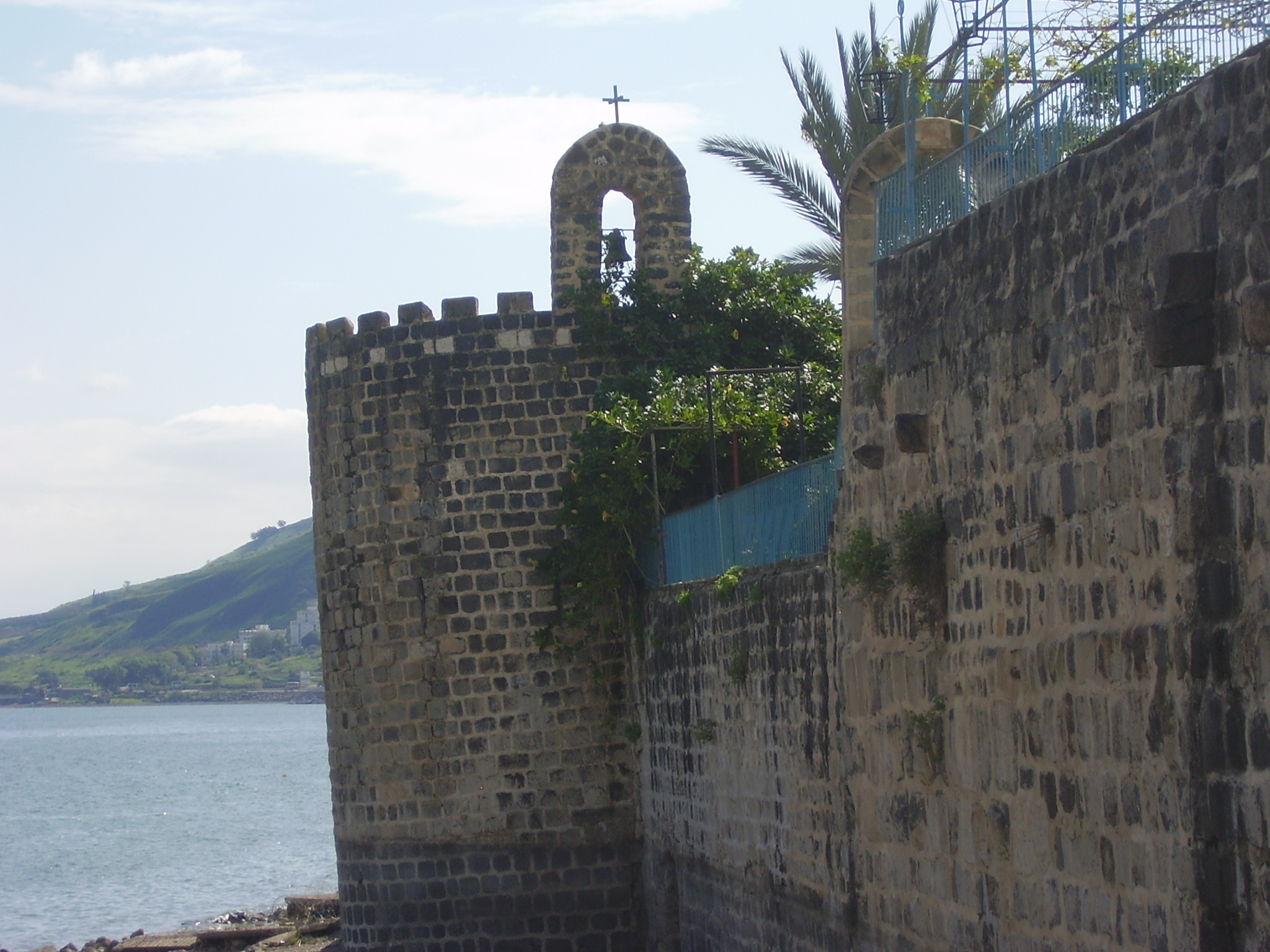
Turnul înclinat, pe vremuri componentă a zidului de sud construit de Daher Al Omar, în secolul al XVIII-lea, și devenit în prezent parte a zidului unei biserici greco-ortodoxe, fiind prevăzut și cu un clopot

În anii 30 ai secolului al XVIII-lea Tiberias a devenit capitala lui Daher Al-Omar, guvernator autonom al Galileei, care a întărit din nou zidurile cetății.
Între anii 1737-1738 el a construit zidurile noi ale Tiberiei, după modelul care a slujit-o în trecut și pe Dona Gracia, de asemenea, a ridicat Seraiul din Tiberias, care a devenit centrul guvernământului orașului. Fiul său, Juleibi, a ridicat în anul 1745 Citadela Tiberiei. În vremea lui Daher Al Omar s-au înălțat și doua moschei, Az-Zidani și Moscheea Mării (Masjid Al Yam), care au devenit simbolul vizual al orașului. De asemenea s-au construit numeroase alte edificii publice.
Daher Al Omar a adoptat o politică de toleranță religioasă. El a permis libera practică a religiei creștine, inclusiv construirea de biserici noi. De asemenea, a manifestat înțelegere față de evrei. În anul 1740 el l-a invitat pe rabinul Haim Abulafia al doilea, rabinul orașului Smirna, al cărui bunic fusese șef rabin al Tiberiei, pentru a reînvia activitatea obștii evreiești din oraș. Abulafia a acceptat invitația și a întemeiat la Tiberias sinagoga „Etz Haim” („Arborele vieții”). Daher a mai construit pentru evrei un cartier înconjurat de ziduri, înzestrat cu o baie publică, un târg și o moară de ulei de măsline. Aceste măsuri au dus la renasterea vietii evreiești la Tiberias, unde s-au
mutat și unii evrei din Tzfat. La sfârșitul secolului al XVIII-lea au locuit la Tiberias circa 150 familii de evrei. 
La epoca respectivă Tiberias era subordonată vilayetului Saida (Sidon), dar și valiul din Damasc avea nevoie de tranzitul in apropierea ei pentru a percepe impozitele din Ierusalim și Nablus. Daher al Omar a dus o politică independentă, care displăcea guvernanților din Damasc. El profita și de controlul drumurilor pentru a-și crește influența și autoritatea. Drept urmare, în anii 1742 și 1743  orașul a trebuit să facă față unor atacuri din partea valiului din Damasc, Suleiman Al-'Adam.
Asediul din anul 1742 a durat 83 zile, și nu a putut duce la cucerirea orașului, în ciuda mijloacelor de asalt pe care le-au folosit asediatorii.
În 1743  valiul a pornit o nouă campanie pentru a asedia Tiberias, dar când a ajuns în satul Lubiye din apropiere, a murit, se spune, de o boală de intestin.
În anii 50 ai secolului al XVII Daher a lărgit regiunea pe care a stăpînit-o și și-a mutat capitala la Acra (Akka).
El i-a lăsat la conducerea Tiberiei pe fiul său Juleibi, apoi, pe fratele său Yussef. Aceștia au continuat dezvoltarea orașului și l-au refăcut după cutremurul de pământ din 1759. Daher a stăpânit în nordul Palestinei până în anul 1775, când a fost omorât de ostași otomani. După moartea sa Galileea a revenit sub administrația otomană directă. La Tiberias au fost trimiși guvernatori diverși din partea Valiului din Sidon.
În timpul stăpânirii lui Daher Al-Omar, au început să vină la Tiberias evrei din Ucraina, în cadrul așa zisei emigrații (aliya) a hasidimilor
În 1764 au început să vină învățăceii lui Israel Baal Shem Tov, ai rabinului Nahman din Horodenka și ai rabinului Menahem Mendel din Premișlan, iar în 1777 a venit Menahem Mendel din Vitebsk, discipolul maghidului din Mezericz.În anul 1798 a locuit la Tiberias rabi Nahman din Braslav. Această imigrație a întărit componenta așkenază din rândurile evreilor din Tiberias si a contribuit la creșterea poziției comunității locale în raport cu evreii din Diaspora.

#### Secolul al XIX-lea și începutul secolului al XX-lea

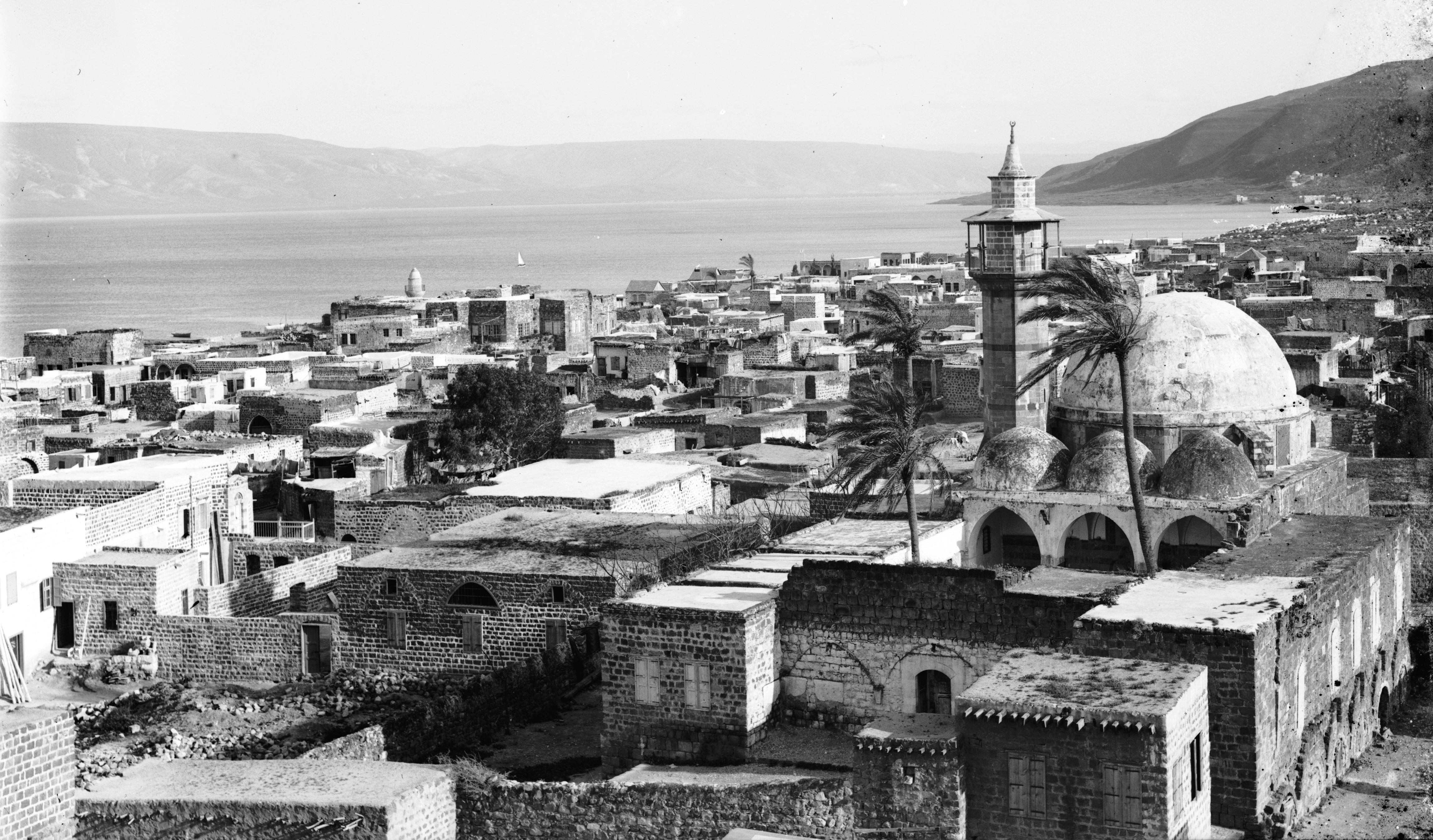
Vedere a Tiberiei în ultimii ani ai stăpânirii otomane, înainte de 1914.

Cutremurul din 1837 a fost deosebit de puternic și a dus la moartea multor locuitori. Consecințele lui ca și ocupația egipteană a lui Ibrahim Pașa în 1831 și răscoala țărănească din 1834 au afectat mult viața orașului. Zidurile cetății dărâmate de cutremur nu au mai fost reconstruite.
La începutul secolului evreii din oraș începuseră să ridice case și să locuiască și în afara zidurilor cartierului evreiesc. În 1839 un evreu numit Haim Weismann a deschis  un hotel. Spre sfârșitul secolului al XIX-lea evreii erau în Tiberias majoritari. Crescuse și activitatea misionarilor creștini. În 1885 medicul scoțian David Watt Torrance a înființat un spital, în clădirea în care funcționează în prezent Hotelul Scoțian.S-au ridicat noi biserici, s-a reînnoit Biserica Sf. Petru care în timpul mamelucilor fusese transformată în moschee.
În anii 1870 Shimon Berman a încercat fără succes să creeze o așezare agricolă evreiască și a înființat în acest scop o companie numită „Societatea Colonizării Țării Sfinte”. În schimb Prima si a Doua Aliya, mișcări de imigrare presionistă și sionistă din Europa de răsărit care au reușit să ducă  la crearea unor așezări agricole ebraice în regiune, au contribuit și la înviorarea vieții economice și sociale a orașului. Dezvoltarea transporturilor cu întemeierea gării feroviare Tzemah (Samah) în anul 1905 au transformat Tiberias într-un centru economic regional.
Orașul avea de acum înainte cateva școli, hoteluri, o stație de poștă și telegraf, o agenție de turism, un spital și o primărie activă. Era legat spre vest prin șosele spre Acra și Jaffa,iar spre sud cu izvoarele termale Hamey Tverya și cu gara Tzemah.    
Cu toate acestea localitatea era considerată destul de îndepartată și izolată, cu clădiri înghesuite, din bazalt, sau din tencuială și noroi. Evreii din așa numita „colectivitate veche”, religioasă (Haishuv Hayashan) care se întreținea din pomana (Haluká) trimisă din Diaspora, dădeau adesea impresia de sărăcie și mizerie.
Autoritățile otomane au implementat până la începutul secolului al XX-lea interdicția de a construi în afara zidurilor orașului.În 1908 un ordin de călugărițe italiene au obținut aprobarea pentru zidirea primei clădiri în afara zidurilor. În anul 1911 PICA (Compania de Colonizare Evreiască în Palestina, înființată de baronul Edmond de Rothschild) a construit trei ferme agricole de la 300 metri în afara zidurilor și până la poalele munților. Acestea au devenit ulterior Cartierul Akhavá, primul cartier evreiesc în afara zidurilor orașului. După aceea s-au mai construit multe alte cartiere.

### Perioada mandatului britanic
La 25 septembrie 1918, in cursul Primului Război Mondial armata britanică, angajată împotriva Imperiului Otoman, a cucerit Tiberias. În cei doi ani de guvernământ militar în oraș, forța de poliție a fost formată din evrei, sub comanda lui Bekhor Shalom Shitrit.
În timpul mandatului britanic, Tiberias a devenit capitala subdistrictului Tiberias. 
În anul 1925 evreii din oraș au înființat cartierul Kiryat Shmuel, denumit în cinstea primului Înalt Comisar britanic în Palestina, Sir Herbert Samuel. Spre deosebire de cartierul Akhava, aflat la sud de Orașul Vechi si care a stagnat, cartierul Kiryat Shmuel  s-a extins spre nord vest, până la șoseaua spre Nazaret, și în câțiva ani s-au mutat în el majoritatea locuitorilor.
În anul 1928 a fost ales cel dintâi primar evreu al orașului și cel dintâi primar evreu din întreaga Palestină, Zaki Alhadif. Alhadif a depus eforturi pentru propășirea localității, construind șosele, conectând orașul la rețeaua de electricitate și ameliorând sistemul de canalizare. De asemenea, el a transmis administrarea izvoarelor termale Hamey Tverya unei companii evreiești și a inițiat infiintarea de hoteluri , precum și a cartierului amintit, Kiryat Shmuel. În urma activității sale în folosul locuitorilor, Alhadif a fost apreciat atît de evrei, cât și de arabi.
În timpul tulburărilor arabe din 1929 Alhadif a semnat un acord de păstrarea calmului cu conducătorul arabilor din Tiberias și imprejurimi, Said Al Sheih.
În 1929 Shlomo Feingold a înființat un hotel de lux, care servea și drept cinematograf, numit Hotel Elisabeth. Era în acel moment unul din hotelurile cele mai impozante din Palestina și la inaugurarea lui a luat parte și Înaltul Comisar britanic.În anul 1930 a fost înființat  Spitalul Schweizer, care i-a servit le locuitorii orașului și regiunii limitrofe până la înființarea Spitalului Poriya. Spitalul scoțian creat de Watt Torrance a slujit în acea epocă ca maternitate a Spitalului Schweizer.
În 11 mai - 16 mai 1934 s-au produs furtuni cu ploi torențiale, mai ales în interiorul Palestinei. Ziua cea mai ploioasă a fost 14 mai 1934, ploile însoțindu-se de grindină și descărcări electrice, ducând la scurgeri abundente de sedinmente dinspre depresiunea de vest către oraș. Din cauza infrastructurii deficiente și a lipsei de canale de drenaj, orasul de jos și ulițele sale au fost inundate, producându-se mari pagube. În inundațiile masive produse prin surprindere au pierit 35 locuitori, sute fiind răniți. Sute de persoane au rămas fără adăpost dupa ce s-au distrus circa 100 case.  
După inundații, în locul ruinelor caselor dărâmate s-a construit un Corso de-a lungul litoralului lacului Kineret (Marea Galileei), a cărui menire a fost, în afară de cea turistică, și aceea de a preveni repetarea unei asemenea catastrofe, permițându-se curgerea liberă  a apei de pe munte spre lac.
La 2 octombrie 1938, în cursul Marii Revolte Arabe din Palestina (Intifada din 1936-1939), arabi locuitori ai satelor din apropiere au săvârșit un masacru contra evreilor din Tiberias. Ei au pătruns în cartierul Kiryat Shmuel, la capătul orașului, au distrus și jefuit clădiri publice, inclusiv o sinagogă, și au măcelărit 19 evrei, între care 11 copii și 3 femei. Evenimentul a intras în istorie ca Măcelul din Tverya. 
La câteva săptămâni după aceea, a fost împușcat pe stradă primarul Alhadif. Atentatorul era fiul unui restaurant arab din oraș, care l-a pândit pe primar și a tras în el de la mică distanță, în preajma Moscheii A-Zidani. După două zile, primarul Alhadif a decedat în urma rănilor.
La recensământul populației organizat de autoritătile mandatare în anul 1945, populația Tiberiei era de 11,300 locuitori, din care 6000 evrei.

### Economie
În anul 2013 s-a deschis în oraș un prim mall, numit "BIG Fashion Danilof" care găzduiește rețele comerciale israeliene.

### Turism
Tiberias este unul din principalele centre turistice ale Israelului. În anul 2015 funcționau în localitate 34 hoteluri cu 4.300 camere. 8 hoteluri au nivelul cel mai ridicat. Procentul de ocupare al camerelor de hotel este mai jos decât în alte orașe turistice din Israel:în 2010 - 62,2% față de 69,7% la Eilat și 65.5% la Ierusalim.În 2010  hotelurile au înregistrat 1.728.500 cazări de turiști, din care 771.000 de turiști străini și 956.800 de turiști israelieni. 
În anul 2010 Tiberias a fost al patrulea obiectiv de cazare al turiștilor israelieni, dupa Eilat, Marea Moartă și Galileea.
9%  au ales Tiberias ca locul lor de concediu. Orasul este considerat ca loc atractiv de concediu pentru populația evreiască ultrareligioasă. În anul 2007 21% dintre turiștii locali ultraortodocși au ales Tiberias ca locul lor de vacanță. Cererea în rândul lor este maximă in perioada Bein Hazmanim (cele trei săptămâni dintre  Tisha B'Av (data de 9 Av) și data de 1 Elul.
La Tiberias funcționează începând din anul 1993 colegiul Rimonim (fost Holiday Inn), unul din cele mai importante instituții de învățământ în domeniul turismului din Israel.

## Personalități născute aici
- Uzi Arad (n. 1947), profesor universitar, politolog.